# Флаг Чернушинского района
Флаг муниципального образования «Черну́шинский муниципальный район» Пермского края Российской Федерации — опознавательно-правовой знак, служащий официальным символом муниципального образования.
Ныне действующий флаг Чернушинского района утверждён Решением Земского Собрания Чернушинского района от 27 августа 2010 года № 357 и внесён в Государственный геральдический регистр Российской Федерации с присвоением регистрационного номера 6408.
Флаг также используется в качестве официального символа Труновского сельского поселения.

## История
Первый флаг Чернушинского района был утверждён Решением Земского Собрания Чернушинского района от 17 августа 2001 года № 117 «О флаге города Чернушки (Чернушинского района)». Описание флага гласило:
Флаг города Чернушки (Чернушинского района) является официальным символом города Чернушки (Чернушинского района).
Флаг представляет собой прямоугольное двухстороннее полотнище белого цвета, вдоль горизонтальных краёв — каймы лазоревого цвета, ширина каждой каймы составляет 10 % от ширины флага. На лицевой и оборотной стороне в центре — изображение герба города Чернушки с внешним обрамлением, занимающим 1/3 полотнища.

Отношение ширины флага к его длине 2:3.
Белое поле (серебро) обозначает символ чистоты и надежды: чистота помыслов жителей Чернушинского района.
Лазоревые каймы (синий цвет) обозначают верность, бесконечное (небесное) пространство, преданность, вечность, духовную и интеллектуальную жизнь.
В символике металлов серебро — лунный знак, а луна несёт изобилие, обновление и возрождение.
Соединение синего (лазоревого) цвета и белого (серебро) являет собой соединение стихии воды (синий) с космосом (луна), что даёт благо земледельцам и возрождение к обеспеченной жизни.
В конце 2007 года Администрация Чернушинского района направила в Государственный геральдический регистр Российской Федерации все необходимые документы для регистрации. Было получено заключение, согласно которому ввиду нарушения основных правил геральдики, официальная атрибутика Чернушинского района зарегистрирована быть не может. Были внесены изменения во флаг и герб Чернушинского района. С изображения герба исчезло все внешнее обрамление — молот, лента, колосья, корона, а также медведь, символ принадлежности к Пермскому краю. Остался лишь щит с кувшином, из которого изливается поток чёрного цвета. Флаг должен соответствовать гербу, но чтобы все прямоугольное полотнище не было тёмно-зелёного цвета, решено было изменить фон герба.
Флаг представляет собой прямоугольное полотнище красного цвета, с соотношением ширины к длине 2:3. В центре полотнища — опрокинутый в столб кувшин белого цвета, из которого изливается в столб поток чёрного цвета, окаймлённый жёлтым цветом.
Червлёный (красный) цвет флага — символ мужества, самоотверженности, труда, красоты помыслов, жизнеутверждающей силы, праздника.
Серебряный сосуд символизирует богатства природных недр, как бы в нём заключённых.
Поток, изливающийся в столб, означает изобилие, прочность и устойчивость. Чёрная волнистая линия с золотым обрамлением означает природные богатства, плодородные земли, способствующие становлению и развитию района, укреплению благосостояния его жителей, и одновременно обозначающая гласность наименования административного центра района — города Чернушка. Исторически считается, что данный населённый пункт получил название от речки Чернушка.
27 августа 2010 года был утверждён ныне действующий флаг Чернушинского муниципального района.

## Описание флага
Прямоугольное полотнище с соотношением ширины к длине 2:3, разделённое по вертикали на две равные части: голубую и белую — и несущее вдоль нижнего края волнообразную чёрную полосу в 1/3 ширины полотна с пятью видимыми гребнями, дважды тонко волнисто просечённую в цвет полотнища, а в верхнем углу, у древка, — изображение четверти солнца, выполненное в жёлтом и оранжевом цветах.

## Обоснование символики
Заселение земель района началось в конце XVIII века. В феврале 1924 года был образован Рябковский район Сарапульского округа Уральской области с центром в селе Рябки; в 1925 году центр был перенесен в Чернушку, район переименован в Чернушинский. В настоящее время на территории района расположены 14 сельских поселений и одно городское поселение, которые объединяют 80 населённых пунктов.
Чёрная волнообразная полоса означает природные богатства и плодородные земли, способствующие становлению и развитию района, укреплению благосостояния его жителей, и одновременно обозначающая гласность наименования административного центра района — города Чернушки. Исторически считается, что данный населённый пункт получил название от речки Чернушка.
Выходящее солнце символизирует южное расположение района в Пермском крае, его называют «южными воротами Прикамья».
Белый цвет (серебро) — символ совершенства, благородства, чистоты, веры, мира.
Жёлтый цвет (золото) — символ высшей ценности, богатства, величия, постоянства, прочности, силы и великодушия.
Голубой цвет (лазурь) символизирует честь, славу, преданность, истину, красоту, добродетель, чистоту помыслов.
Чёрный цвет — символ мудрости, стабильности, постоянства.